# Criaturas da série Half-Life
Esta é uma lista de criaturas da série de jogos Half-Life. Half-Life é uma série de jogos de ficção científica do gênero tiro em primeira pessoa que consiste de dois jogos completos, dois jogos episódicos e três expansões de terceiros, assim como um número de versões de demonstração com conteúdo exclusivo. A série está em desenvolvimento desde 1998. 

## Criaturas de Xen
Xen é um mundo ficcional que é o habitat de diversas espécies alienígenas numa dimensão alternativa na série Half-Life da Valve. Note que estes alienígenas não são originalmente de Xen, mas usam-o como ponto de acesso para outros mundos em outras dimensões, assim como a Terra.

### Headcrab
Um headcrab é um alienígena parasitoide. É o tipo de alien mais comum e mais icônico da série. Fisicamente, headcrabs são frágeis. Apesar de serem relativamente lentos e seus ataques causarem pouco dano, podem saltar grandes distâncias e alturas.
Headcrabs geralmente procuram um hospedeiro humano, que são então convertidos em mutantes zumbis que atacam qualquer coisa viva que encontrem.

### Barnacle
Barnacles aparecem em Half-Life e Half-Life 2, e também são utilizáveis como uma cruz entre uma arma e um gancho biológico de luta em Half Life Opposing Force. Eles são predadores que se fixam aos tetos, a parte inferior das pontes, ou áreas semelhantes e caem para baixo uma língua muito longa, altamente adesivo. Quando algo é pego na língua de um barnacle, ele retrai-lo em sua maw e consome a presa, freqüentemente desmembrando-lo enquanto ele ainda está vivo. Qualquer coisa não consumida é descartada. Barnacles são conhecidos por comer quase tudo o que está vivo: todas as variedades de headcrab, rebeldes aliados, Combine , zumbis e antlions. Embora os percebes comam raposas venenosas, morrem imediatamente após a ingestão. Se consumir zumbis, um barnacle comerá somente o headcrab e rejeitará o corpo humano unido a ele. Se um objeto não é comestível, eles deixam cair e esperam novas presas. Barnacles vai "lembrar" o último objeto não comestível que são "alimentados" com e não vai retrair sua língua em uma tentativa de comer o mesmo objeto, se é apresentado a eles uma segunda vez. Quando um barnacle é matado, disgorge os pedaços das vítimas recentes, após que sua boca interna pendurará frouxamente de seu corpo.

## Raça X
Raça X é uma raça alienígena hostil que não pertence a Xen. Eles aparecem somente no pacote de expansão Opposing Force, e é revelado muito pouco sobre eles. Alienígenas da Raça X aparecem tarde na linha do tempo de Half-Life, poucas horas antes de Gordon Freeman se teletransportar até Xen.